# Mann, Sieber!
Mann, Sieber! war eine deutsche Kabarett-Late-Night-Show mit Tobias Mann und Christoph Sieber, die von September 2015 bis Dezember 2020 im ZDF ausgestrahlt wurde.

## Ablauf einer Sendung
Die Sendung begann zumeist mit einem Stand-Up der beiden Moderatoren, in dem sie aktuelle Themen aufarbeiten. Im weiteren Ablauf der Sendung wechselten Studioaktionen und Schlagabtausche der Moderatoren, wobei Mann meist den Optimisten und Sieber den Skeptiker mimte, mit Einspielern ab.

## Regelmäßige Rubriken
In der Sendung gab es manche immer wieder verwendete Motive, darunter:
- Die Blattmacher: Es werden die Redaktionen großer deutscher Zeitungen, darunter zum Beispiel Spiegel und Bild, in Sketchen parodiert. Die Redaktionen widmen sich meist denselben Themen und demselben Bild.[3]
- Tube: Hinter einer Pappwand, die nach dem Konzept von YouTube gestaltet werden, stellen Mann und Sieber zwei YouTuber dar, die jeweils ein bestimmtes Thema als Lebensmittelpunkt haben. Die Tube wird jeweils passend zu dem Themen benannt, zum Beispiel zum Thema Essen FoodTube[4]. Als Running Gag bleiben Mann und Sieber an einer Stelle steif stehen und drehen ein schwarzes Rad mit weißen Punkten. Damit wird das Ladezeichen von Youtube parodiert.[5][6][7]
- Songs: Die Songs werden meist als Musikvideos von beiden präsentiert und von Mann geschrieben und gesungen.[8][9][10][11]
- Draw my/our life: Sieber erklärt satirisch zu in Zeitraffer gezeichneten comicartigen Bildern von Christoph Jansen ein politisches Thema.[12][13]
- Werbung: Werbespots werden auf politische Kontexte umgeschrieben oder deren Ablauf übernommen.
- Die Mann-Sieber-Vorschau: Mann und Sieber erzählen chronologisch eine fiktive Zukunft.
- Mitmachaktion: Anfangs gab es immer eine Aktion gegen Ende der Sendung, bei der das Publikum mit einbezogen wurde oder etwas ausgewürfelt/gelost wurde.
- Der große Mannini: Mann vollführt als der große Mannini öffentlich genutzte Statistiktricks. Sieber wird meist gegen seinen Willen mit einbezogen und wenn dieser sich über die Tricks aufregt, schmeißt Mann als der große Mannini mit Tauben.[14][15]

## Gäste
Angekündigt waren ursprünglich ein Gast pro Sendung. Tatsächlich waren lediglich in Folge 3 Michael Mittermeier und in Folge 5 Carolin Kebekus zu Gast. Im Zuge der Coronakrise wurde Philip Simon in den Folgen 36–38, Michael Hatzius & die Echse in Folge 36 sowie Lisa Feller in Folge 38 zugeschaltet. In der letzten Sendung 41 wirkten Max Uthoff, Claus von Wagner, Hans-Joachim Heist, Katy Karrenbauer, Christine Prayon, Lutz van der Horst und Philip Simon mit. In mehreren Folgen übernahm außerdem Alexis Kara verschiedene Rollen.